# Provincia di Gnagna
La provincia di Gnagna è una delle 45 province del Burkina Faso, situata nella Regione dell'Est. Il capoluogo è Bogandé.

## Struttura della provincia
La provincia di Gnagna comprende 7 dipartimenti, di cui 1 città e 6 comuni:

### Città
- Bogandé

### Comuni
- Bilanga
- Coalla
- Liptougou
- Mani
- Piéla
- Thion